# Burgstall Bach (Schwandorf)
Der Burgstall Bach bezeichnet eine abgegangene mittelalterliche Höhenburg etwa 280 m nordwestlich von Warberg, einem Gemeindeteil der  oberpfälzischen Stadt Neunburg vorm Wald im Landkreis Schwandorf gehört. Sie gehört zum Bodendenkmal unter der Aktennummer D-3-6640-0009 mit der Beschreibung „mittelalterlicher Burgstall ‚Warberg‘“.

## Beschreibung
Auf dem fast 600 m hohen Warberg befindet sich der Burgstall Warberg. Dieser ist eine längsgestreckte, fast rechteckige Anlage mit den Ausmaßen von etwa 70 m in Nord-Süd-Richtung und 500 m in West-Ost-Richtung. Nach den 1991 durchgeführten archäologischen Untersuchungen und der damals durchgeführten Geländeaufnahme war der Burgstall eine zweiteilige Anlage, wobei von der Hauptburg zwei kegelförmige Turmstümpfe zu erkennen sind. Die durch einen Halsgraben abgetrennte Vorburg dürfte den Burgstall Bach darstellen.

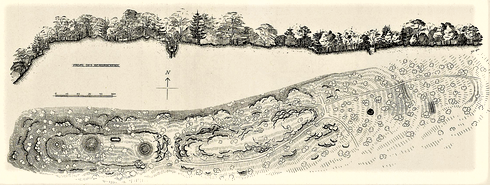
Lageplan von Burgstall Warberg und Burgstall Bach (Schwandorf)

Ob dies eine eigenständige Burg war, muss angezweifelt werden. Vermutlich ist dies nur ein zum Burgstall Warberg zugehöriger Teil, der – da er in der Gemarkung  Bach gelegen ist – die Bezeichnung Burgstall Bach bekam.